# Mansión de Pasiene
La Mansión de Pasiene es una casa señorial en la parroquia de Pasiene, municipio de Zilupe en la región histórica de Latgale, en Letonia.

## Historia
En el siglo XVII la Mansión de Pasiene pertenecía a Demkin, quien construyó la primera casa señorial. En el siglo XVIII Augusto III de Polonia donó la finca de Pasiene al Canciller Jefe Jānis Borhs, quien construyó la Iglesia católica de Pasiene. A finales del siglo XVIII fue adquirida por la familia noble Benislavski. La Mansión de Pasiene fue construida en la década de 1850 por el terrateniente Benislavski para su hija S. Tehanovecka. En el siglo XIX la Mansión fue vendida al Príncipe M. Obolensky. El último propietario de la finca fue la condesa Obolenska. Después de la guerra, el inquilino principal fue la escuela elmental de Pasiene. En la actualidad la mansión está privatizada y necesita renovación. Aún sirve como casa parroquial popular, tiene biblioteca y una sala utilizada por la Sociedad Polaca.